# Giuseppe Di Pellegrino
Giuseppe Di Pellegrino (Foggia, 18 novembre 1959) è un neuroscienziato italiano.
Laureatosi in medicina e specializzatosi in neurologia all'Università degli Studi di Modena, dal 1991 è ricercatore presso l'Università degli Studi di Parma, e durante questa esperienza è uno degli scopritori dei neuroni specchio.
È professore ordinario presso l'Università di Bologna. I suoi interessi di ricerca principali riguardano l'integrazione visuomotoria, l'attenzione spaziale e le neuroscienze cognitive delle decisioni. I suoi contributi scientifici hanno ricevuto più di 10 000 citazioni, risultando in un H-index di 57